# سرگلیفلوزین اتابونات
سرگلیفلوزین اتابونات (انگلیسی: Sergliflozin etabonate) یک داروی پژوهشی ضد دیابت است.

## مکانیسم عمل
سرگلیفلوزین زیرگروه ۲ پروتئین‌های انتقال سدیم-گلوکز (SGLT2) را که مسئول دست کم ۹۰ درصد بازجذب گلوکز در کلیه است، مهار می‌کند. مسدود کردن این ناقل باعث می شود که گلوکز خون از راه ادرار دفع شود.